# شوم‌رود
شوم‌رود (به لاتین: Şümrüd) یک منطقهٔ مسکونی در جمهوری آذربایجان است که در شهرستان آستارا واقع شده‌است. شوم‌رود ۸۹۶ نفر جمعیت دارد.